# Antonio Lorenzoni
Antonio Lorenzoni (Montecchio Maggiore, 10 giugno 1755 – 30 settembre 1840) è stato un avvocato, giurista e teorico della musica italiano.

## Biografia
Antonio Lorenzoni nacque da Pasino Lorenzoni ed Elisabetta Sartorio nella casa di campagna di famiglia, a Montecchio Maggiore presso Vicenza.
In gioventù ricevette un'educazione musicale attraverso la pratica del flauto traverso. Nulla si sa a proposito della sua formazione e il Saggio per ben sonare il Flautotraverso (1779) rimane l’unica testimonianza di questa passione giovanile, che presumibilmente terminò con l’inizio della professione di avvocato.
Terminata l’istruzione superiore a Vicenza, infatti, si iscrisse alla facoltà di giurisprudenza dell’Università di Padova, dove nel 1778 conseguì la laurea in diritto pubblico e privato. Iniziò quindi a praticare come libero avvocato presso il foro di Vicenza fino alla promozione, concessa nel 1813 dal governo del Regno d’Italia, ad Avvocato del Fisco, ruolo ricoperto per ben tredici anni.
Nel 1814 fece costruire dal palladiano Bartolomeo Malacarne una nuova villa in luogo della casa natale di Montecchio.
In tarda età acquisì fama di influente giurista, tanto da essere stimato persino oltre confine. Alla sua morte un decreto comunale ne fece traslare la salma nel cimitero di Vicenza, presso le tombe dei più illustri cittadini.
Nel 1876 il Comune di Montecchio Maggiore eresse un suo busto nella sala consiliare del municipio.

## Opere
- Saggio per ben sonare il Flautotraverso con alcune notizie generali ed utili per qualunque strumento, ed altre concernenti la storia della musica, Vicenza, 1779.
- Istituzioni del diritto civile privato per la Provincia Vicentina, Vicenza, 1785-86.
- Stampa in causa dell’eredità Almerico contenente: Risposta della pia Congregazione di Vicenza ecc. non che delli signori Tranquillo Toaldo, Francesco dott. Rubini ecc. al confronto del sig. Licinio Muzan del fu Carlo, s. l., 1817.
- Istituzioni del diritto pubblico interno pel Regno Lombardo-Veneto, Padova, 1835-39.
- Scelta di disposizioni del diritto romano, Padova, 1838.
- Saggio di logica, ossia principii fondamentali per far retto uso delle forze dell’intelletto onde discernere il vero dal falso, Padova, 1839.
- Regole ed avvertenze che in ordine al venerato dispaccio 9 Settembre 1817 dell’Aulica Camera di organizzazione in Vienna osservare si devono dal R. Fisco per l’esame delle Fidejussioni, senza note di stampa.